# Pseudopanurgus tuberatus
Pseudopanurgus tuberatus är en biart som beskrevs av Timberlake 1973. Pseudopanurgus tuberatus ingår i släktet Pseudopanurgus och familjen grävbin. Inga underarter finns listade i Catalogue of Life.